# Drôle de samedi
Pour plus de détails, voir Fiche technique et Distribution.
Drôle de samedi (turc : Cumartesi Cumartesi) est une comédie à sketches franco-suisse du réalisateur turc Tunç Okan sortie en 1984.
Le film — particulièrement le sketch Le Rêve du boucher — est inspiré du roman paru en 1942 et intitulé La Saucisse (Die Wurst) de Friedrich Dürrenmatt.

## Synopsis
Le film raconte comment des gens qui vivent une vie calme et civilisée dans une ville suisse bien développée, ordonnée et immaculée, qui semble avoir résolu tous ses problèmes sociaux et économiques, cultivent en réalité des névroses personnelles sous cette façade heureuse et anesthésiée, comment ils nourrissent progressivement des négativités allant de petites méchancetés à des meurtres, graduellement à la xénophobie et au racisme, et comment ces troubles remontent à la surface de manière inattendue. Le film, qui consiste en des histoires courtes entrelacées qui finiront par former un tout comme les pièces d'une mosaïque, est en quelque sorte une satire du monde moderne. Selon Tunç Okan, le message principal du film est « la contradiction entre la progression technique du monde et les êtres humains qui ont soif de repos et de répit ». Dans une interview accordée à un journal en 1985, Tunç Okan a déclaré que « presque tous les événements du film sont arrivés à moi ou à des gens de mon entourage ».

## Fiche technique
- Titre français : Drôle de samedi[4]
- Titre turc : Cumartesi Cumartesi
- Réalisateur : Tunç Okan
- Scénario : Tunç Okan
- Photographie : Ramón F. Suárez
- Montage : Charles Bonvin
- Musique : Vladimir Cosma
- Décors : Charles Dunlop
- Production : Hark Bohm, Claus Henning Voss, Cengiz Ergun
- Société de production : Condor Film AG, Frisbee Productions, Hélios Films, Les Films Cosok
- Pays de production :  France -  Suisse
- Langue originale : français
- Format : Couleurs - Son stéréo - 35 mm
- Genre : Comédie à sketches
- Durée : 80 minutes
- Dates de sortie :
  - Turquie : mars 1985
  - Suisse : avril 1985
  - France : 19 juin 1985

## Distribution
- Francis Huster : Pierre
- Carole Laure : Véronique
- Jacques Villeret : Maurice, le boucher
- Michel Blanc : L'élève de l'auto-école
- Catherine Alric : L'amie de Véronique
- Jean-Luc Bideau : Georges, le moniteur de l'auto-école
- Thérèse Liotard : l'institutrice
- Zouc : l'avocate
- Michel Robin : Le client du dentiste
- Michel Peyrelon : Le dentiste
- Tunç Okan : Éric, le dragueur
- Michel Duplaix : le procureur
- Noldi Mauron : le président du tribunal
- Marie-Louise Munger : la femme de Maurice

## Production et exploitation
Le film a été tourné à Neuchâtel, la capitale du canton suisse romand de Neuchâtel. Bien qu'officiellement capitale, Neuchâtel ressemblait à une petite ville tranquille dans les années 1980, comme aujourd'hui, avec une population d'environ trente mille habitants. Bien que le tournage se soit terminé en 1983, le film n'est sorti qu’en 1985. Le film est projeté à Istanbul en mars 1985 et en France en juin.